# Зернений сир

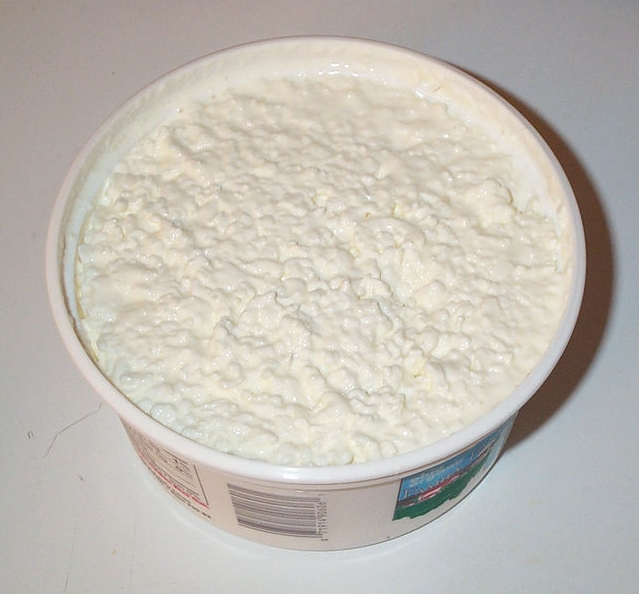
Упаковка зерненого сиру

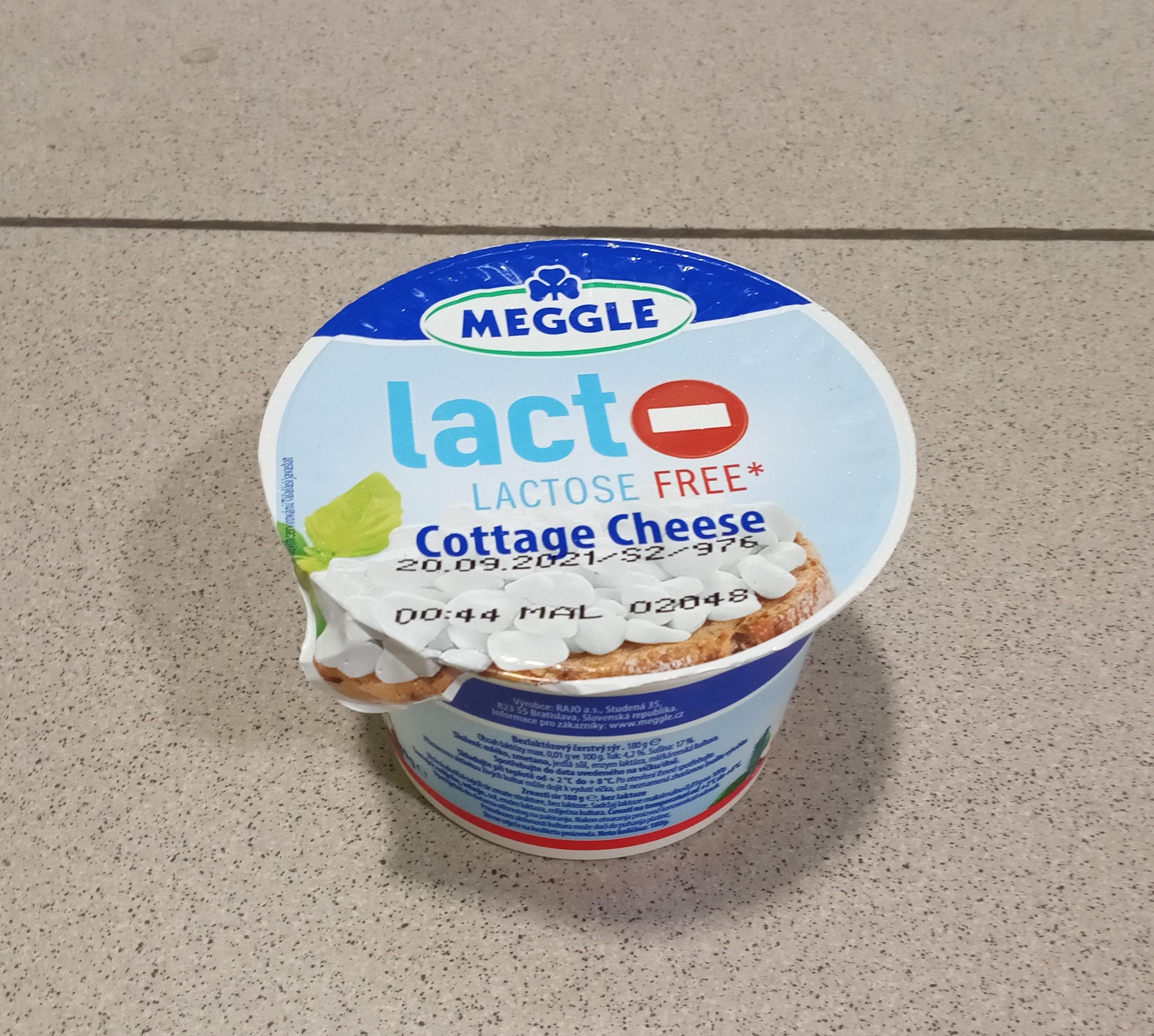
поаворуч

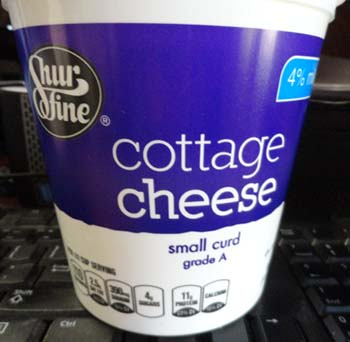
поаворуч

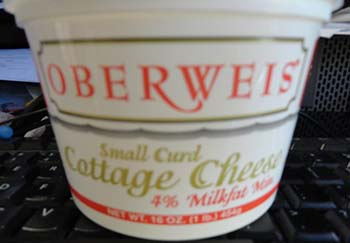
поаворуч

Зерне́ний або зерни́стий сир — кисломолочний продукт з сирної маси, сир, який виробляється у два етапи: із знежиреного молока кислотно-сичужним способом роблять сирну масу, а потім її нарізають дрібними кубиками, відокремлюють сироватку, зерно промивають холодною водою, обсушують і змішують з підсоленими вершками.
Цей сир готують із сирної маси, якій дають стекти, але не пресують, щоб у сирі залишилося трохи сироватки. Він не зістарений і не фарбований. Сир зазвичай промивають, щоб прибрати кислинку і отримати м'який сир. Деякі види сиру готують з молока різної жирності та тонких або густих сирних заготовок. Віджатий сир стає звичайним свіжим кисломолочним сиром. Розрізану промиту масу називать сирним зерном. Цей сир можна їсти як самостійну страву, а також використовувати для приготування салатів. Він є зернистим разновидом вершкового сиру, має всі корисні властивості домашнього сиру, але менш калорійний. Типова жирність зерненого сиру — від 0 % до 9 %. Завдяки своїм властивостям зернений сир може зберігатись довше звичайного.

## Назва
Cottage cheese — домашній сир.
- У США та країнах Європи (і не тільки англомовних) зернистий сир називається cottage cheese (укр. домашній сир), що безпосередньо перекладається як «сир».

## Склад
Зернений сир містить:
- молочний білок, що включає незамінні амінокислоти — метіонін, лізин, холін;
- мінеральні речовини — кальцій і фосфор;
- вітаміни групи В, вітаміни С, РР.

## Наявність в інших країнах
Хоча виробництво сиру поширене в континентальній Європі, виробництво такого сиру рідко зустрічається в Америці. Кілька молочних заводів виробляють його, наприклад Vermont Creamery у Вермонті, а деякі спеціалізовані роздрібні торговці продають його. Lifeway Foods виробляє продукт під назвою «фермерський сир», який доступний у багатьох містах з єврейським населенням. Elli Quark, каліфорнійський виробник зерненого сиру, пропонує м'який сир з різними смаками.
У Канаді фірма Liberté Natural Foods виробляє твердіший східноєвропейський сорт зерненого сиру; більш м'яка сирна маса у німецькому стилі виготовляється на заводі Foothills Creamery у Дідсбері, Альберта, у Калгарі. Glengarry Fine Cheesemaking в Ланкастері (Східне Онтаріо) також виробляє Quark. У Канаді також доступний дуже схожий сир Dry Curd Cottage Cheese виробництва Dairyland. Сирна маса також може бути доступна у вигляді сиру для випікання (пекарський сир), пресованого сиру або фромажу.